# Кукер

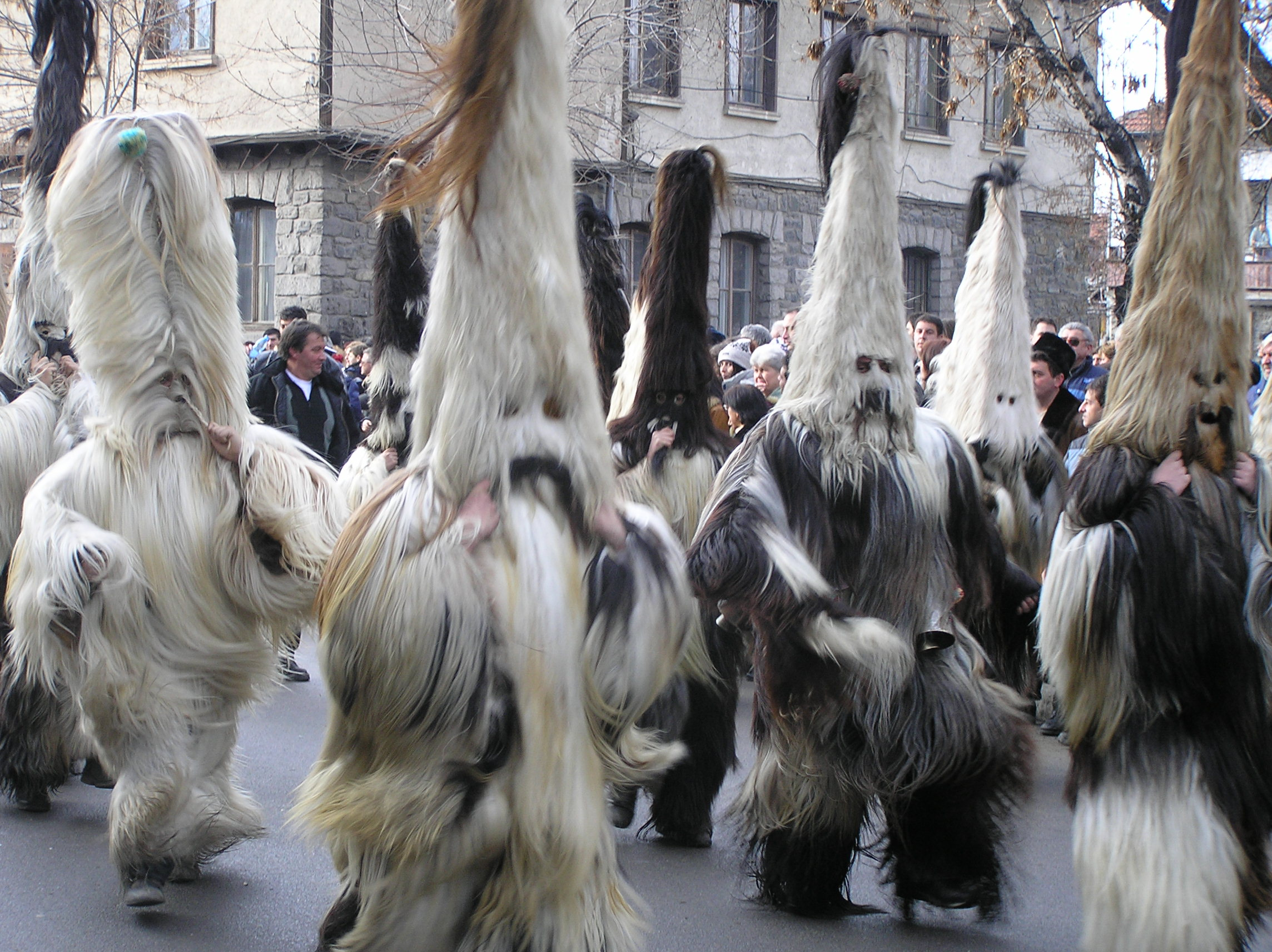
Кукері

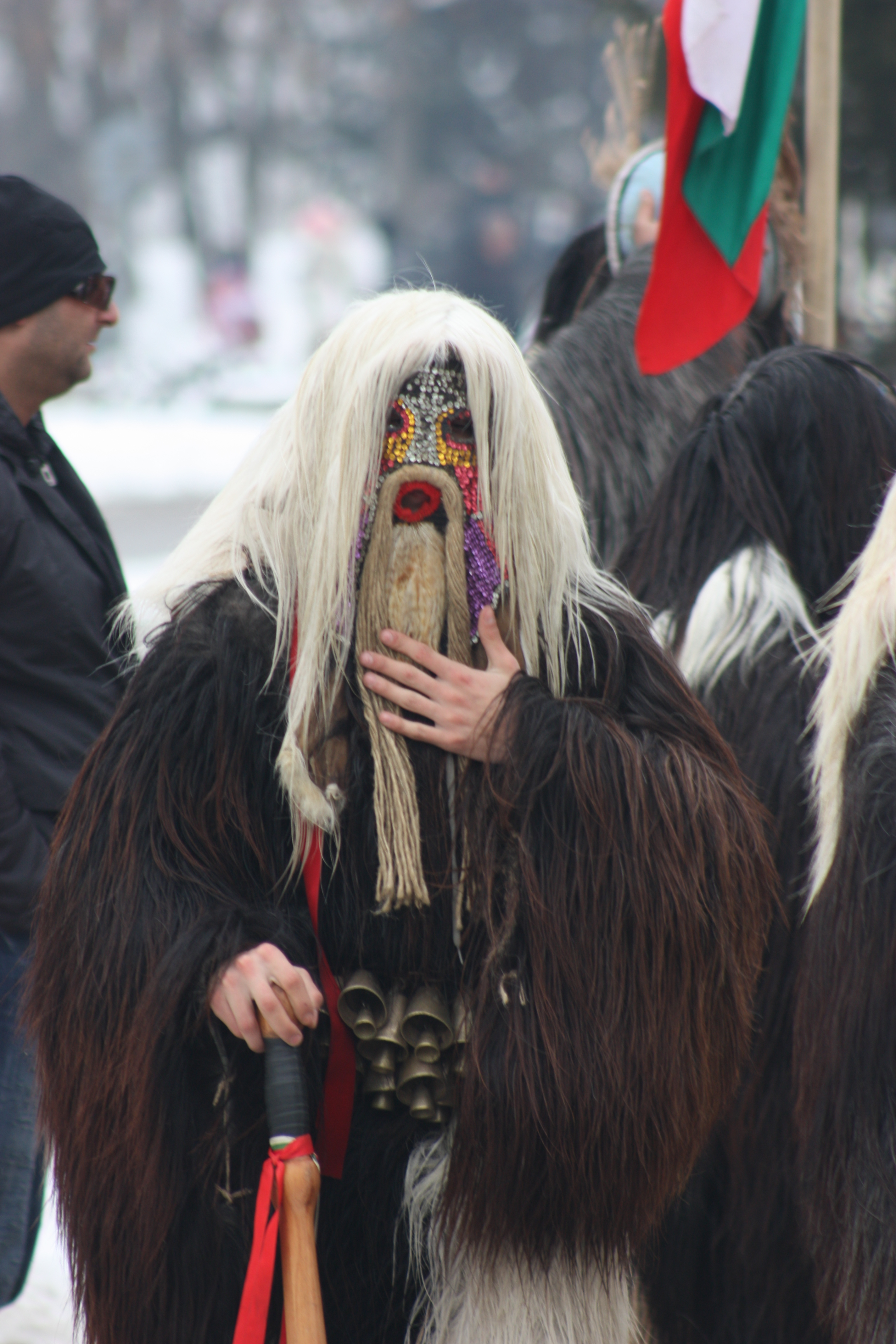
Кукер в Бургасі

Кукері (болг. кукери; в однині: кукер) — це одягнені у витіюваті костюми болгарські чоловіки, що виконують традиційні ритуали з відлякування злих духів. Схожу традицію можна також зустрітити на Балканах та в Греції, а також в Румунії та Понті. Костюми закривають більшу частину тіла, включаючи яскраво прикрашені дерев'яні маски тварин (часом двуликі) та великі колоколи на поясі. Під час новорічних свят та напередодні Великого посту кукері ходять та танцюють селами, з метою відлякати злих духів своїми костюмами та дзвоном колоколів. Також вірять, що вони приносять хороший врожай, здоров'я та щастя селу на ввесь наступний рік.
Традиційно кукері відвідують оселі людей вночі, так, що «сонце не спіймає їх на дорозі». Після того, як костюмовані чоловіки обходять село, вони збираються на сільській площі, де танцюють і веселять людей. Залежно від регіону, обряди кукерів дещо відрізняються, але сенс їхнього дійства залишається незмінним.
Вважається, що обряд пов'язаний з культом Діоніса Фракійського на більшості території Фракії. Схожі ритуали зустрічаються й майже по всій території Балкан. Назва «кукер» походить від латинського слова «cuculla» і означає «каптур, кришка» або «cucurum» — тремтіння.
Схожою постаттю у грекомовній частині Фракії є Калогерос («палконосець»), скорочена назва — «кукі». В колишній Югославії він відомий, як діді, в Болгарії — кукер або бабушкар, в Потійській Анатолії — момогерос. В Румунії цей персонаж з'являється переважно з козою, відомою, як капра, турка чи брезая .

## Кукер
Кукер — це божество, що символізує родючість. В Болгарії та Сербії це може бути не тільки однолике, а й множинне божество. В Болгарії ритуальна вистава весни (різновид карнавалу) має місце після виступу народного театру, де в ролі Кукера виступає одягнутий в овечу чи козячу шкуру чоловік, який має маску з рогами та великий дерев'яний фалос. Протягом обряду розігруються різні фізіологічні акти, сексуальні в тому числі, що символізує священний шлюб бога, поки символічна дружина, яка з'являється вагітною, зображує біль під час пологів. Цей ритуал показує працю на полях (розорювання землі, посів) і розігрується за участю різних алегоричних персонажів, серед яких є й імператор та його оточення.

## Капра
Капра (коза) — румунський новорічний танець, появу якого датують 1600 роком до нашої ери. В грецькій міфології вакханки одягали шкіру кози, що приносилася в жертву. Для румунів смерть та воскресіння кози символізувала відродження рослинного світу.
Дерев'яна маска Капри має рухому нижню щелепу, роги роблять або з дерева, або використовуються козячі, баранячі чи оленячі роги. Їх прикрашали дівчачим намистом, хустинами, стрічками, різнокольоровими китицями, дзеркальцями, плющем (священна рослина для Діоніса), базиліком (символ кохання в Італії та Румунії), живими та штучними квітами. Залежно від місцевої традиції, тулуб Капри може бути зроблений з килима чи червоної тканини з різноманітними нашивками: традиційним кольоровим одягом, вишиті хустинки у місті Сучава, текстильні жіночі пояси, вишиті бісером в місті Бакеу, лепехове насіння в Ботошані, козячі шкурки у Вранчі, фабричні стрічки та кольоровий папір у Нямці.